# Zeppelin TV
Zeppelin TV, és una productora de televisió espanyola que forma part del grup Endemol Shine Ibèria. Va ser creada en 1992 i té la seu central a Madrid. Està en l'Avinguda de Manoteras 18 6a Planta, 28050, Madrid, Comunitat de Madrid. Des de 2016 el seu director general és Álvaro Díaz.

## Produccions
Zeppelin TV es dedica a la producció de programes d'entreteniment i sèries de ficció, sobretot de reality xous.
Ha creat i produït programes per a totes les cadenes nacionals i autonòmiques d'Espanya, marcant fites televisives com Gala Inocente, Inocente, El Súper i Gran Hermano.
La producció de Gran Hermano, en el 2000, va suposar una revolució en els continguts audiovisuals a Espanya, i va inaugurar el reality a Espanya. Des de llavors, totes les cadenes i la majoria de les productores audiovisuals espanyoles compten amb un reality en les seves graelles o entre els seus catàlegs, i constitueix un dels puntals de la programació televisiva. També ha posat en marxa ja divuit edicions de Gran Hermano, vuit de Gran Hermano VIP, dos Gran Hermano: El reencuentro i un Gran Hermano: La Re-Vuelta així consolidant-se com un dels programes clàssics de la televisió a Espanya. A més, ha creat i produït realities d'èxit i repercussió entre el públic com La casa de tu vida, Supermodelo o Fama, ¡a bailar!.
Ha fet formats innovadors, convertint-se en una de les principals empreses espanyoles del sector, amb l'adaptació de formats d'èxit internacional, com la versió espanyola d'Extreme Make Over Home Edition (Esta casa era una ruina), emesa per Antena 3, o l'adaptació d'Identity para La 1 de TVE.
En ficció compta amb una àmplia trajectòria de la qual formen part títols com Querido maestro (Telecinco), Mediterráneo (Telecinco) o Antivicio (Antena 3). A més, Zeppelin TV va ser la primera productora espanyola que va posar en marxa una sèrie de ficció diària a nivell nacional: El Súper (Telecinco), en coproducció amb Diagonal TV. Fins a 1996 les sèries d'emissió diària procedien del mercat americà, principalment telenovel·les llatinoamericanes. El Súper va suposar un canvi de rumb en aquesta mena de formats. Amb 738 episodis emesos, la sèrie va romandre quatre temporades en antena, de 1996 a 1999, i va brindar el lideratge a Telecinco en la seva banda d'emissió, amb mitjanes que van superar el 30% de quota de pantalla i més de dos milions i mig d'espectadors. La sèrie va demostrar la seva extraordinària rendibilitat en superar a la cadena en més de 12 punts. El seu màxim percentatge de quota de pantalla es va situar en el 40,2%.
Les bones dades del Súper van fer que, posteriorment, Zeppelin TV produís altres sèries diàries de gran èxit, com Calle Nueva per TVE o Esencia de poder per Telecinco.
És una de les primeres empreses del sector audiovisual espanyol en la creació i desenvolupament de continguts, conreant els principals gèneres d'entreteniment (reality, ficció, concursos...). Des de 2019 treballa amb aquests projectes amb les plataformes de Netflix i Amazon.

### Programes
- Gala Inocente, Inocente
- Gran Hermano VIP
- Fama, ¡a bailar!
- El Puente
- Gran Hermano Dúo
- 4 de cuatro
- 6 pack
- 700
- A ver quién gana
- Al alcance de su mano
- All you need is love... o no (2017)
- Chicas en la ciudad
- Circus. Más difícil todavía (2008)
- Cita en el infierno
- Con un par de bromas
- Gran Hermano (2001-2017)
- Confianza ciega (2002)
- Cuestión de peso
- Curso del 63 (2009-2012)
- Dejadnos solos (2009-2010)
- Digan lo que digan
- El gran reto musical (2017)
- El juego del euromillón (1998-2001; 2009)
- El marco
- El muro infernal
- El Reencuentro (2010-2011)
- Engaño
- Esta casa era una ruina (2007-2010)
- Esta cocina es un infierno (2006)
- Esta tarde con esta gente
- Ex, ¿qué harías por tus hijos? (2014)
- Factor miedo (2003-2005)
- Fama Revolution (2010)
- Furor (1998-2006)
- Flores muertas
- Gente de mente
- Guaypaut (2008-2009)
- Historia de estrella
- Identity (2007-2008)
- Inocente, Inocente
- Intercambio de esposas
- La casa de tu vida (2004-2007)
- Las joyas de la corona (2010)
- Libertad vigilada
- Llama y gana
- Los Cañete
- Maldita la hora (2001)
- Mujer 10
- Nadie es perfecto (2007)
- Objetivo mediación
- Pasión adolescente
- Quart
- Queremos saber más
- Quién es quién
- Quiero ser monja (2016)
- Salvaje
- Supermodelo (2006-2007)
- Uno para todas (1995-1996)
- X ti (2003)
- Sálvame Okupa (2019)

### Sèries de televisió
- Skam España
- Virtual Hero
- Antivicio (2000)
- Calle Nueva (1997-2000)
- El Súper (1996-1999)
- Esencia de poder (2001)
- Fernández y familia (1998)
- Los exitosos Pells (2009)
- Mediterráneo (1999-2000)
- Querido maestro (1997-1998)
- Vidas cruzadas (1997)

L'originalitat, innovació, qualitat, audiència i fins i tot solidaritat de les produccions de Zeppelin TV han estat distingides al llarg dels anys amb diferents guardons, com el Premis Ondas 1994 per Inocente, Inocente.
Al llarg de la seva història Gran Hermano ha estat distingit amb dos TP d'Or, l'any 2007 al fenomen televisiu i en 2009 al millor concurs de televisió. A més, el reality va obtenir en la temporada 2001-2002 el Premi Geca pel seu rècord d'audiència.
En 2007 Identity es va alçar amb el TP d'Or al millor concurs de televisió, i un any després, en 2008, el Fòrum de l'espectador va atorgar el seu guardó a: Esta casa era Una Ruina com a millor programa solidaro.
Aquest mateix any Fama, ¡a bailar! va aconseguir un dels Micròfon d'Or de la Federació d'Associacions de Ràdio i Televisió.